# Edward Samsel
Edward Eugeniusz Samsel (* 2. Januar 1940 in Myszyniec, damals vom Deutschen Reich annektiertes Gebiet Polens; † 17. Januar 2003 in Białystok) war Bischof von  Ełk.

## Leben
Edward Samsel besuchte das Gymnasium in Szczytno (deutsch Ortelsburg) und trat nach dem Abitur 1958 in das Priesterseminar in Łomża ein. Nach dem Studium der Katholischen Theologie und Philosophie wurde er am 23. Mai 1965 von Bischof Czesław Falkowski zum Priester geweiht. 1965 setzte er sein Studium an der Katholisch-Theologischen Akademie Warschau fort, ging 1979 an die Päpstliche Universität Heiliger Thomas von Aquin in Rom, nach Jerusalem und promovierte in Biblischer Exegese. Zurück in Łomża dozierte er am Priesterseminar, wurde Präfekt und Rektor.
Am 17. Mai 1982 ernannte ihn Papst Johannes Paul II. zum Titularbischof von Montecorvino und zum Weihbischof in Łomża. Die Bischofsweihe spendete ihm der Bischof von Łomża, Mikołaj Sasinowski; Mitkonsekratoren waren der Weihbischof in Łomża Tadeusz Józef Zawistowski und Edward Ozorowski, Weihbischof in Vilnius. Sein Wahlspruch lautete: Spes unica („einzige Hoffnung“). Bischof Sasinowski ernannte ihn zu seinem Generalvikar. 
Am 25. März 1992 berief ihn Johannes Paul II. zum Weihbischof in Ełk und am 16. November 2000 zum Bischof von Ełk. In der Polnischen Bischofskonferenz war er Mitglied in der Kommission für den Klerus und das Laienapostolat. 
Seine letzte Ruhestätte fand er in der Krypta der Kathedrale von Ełk.